# Christine Bakundufite
Christine Bakundufite (nascida em 29 de setembro de 1970) é uma política e economista ruandesa, servindo actualmente como membro da Câmara dos Deputados no Parlamento de Ruanda.
Bakundufite representa a Província Oriental e o seu distrito é o distrito de Gatsibo.
Bakundufite já trabalhou como directora, contabilista e especialista em contabilidade.
Em 2018, Bakundufite foi eleita para a Câmara dos Deputados no Parlamento de Ruanda.